# 鉄毯
鉄毯（てつまり）とは、手裏剣の一つ。特殊な形状であるため平形手裏剣にも棒手裏剣にもどちらにも属していない手裏剣である。針の数に決まりはないものの八方手裏剣を2つ立体的に鉄環を直角に鍛接した構造をしていることが多く相手の顔面に当てることを主な目的としているため非常に刺さりやすい。また、そのような構造からか手の裏に隠しづらい他、携帯しづらいといった欠点もある。